# Denise Loop
Denise Loop (nascida a 19 de maio de 1994) é uma política alemã. Loop tornou-se membro do Bundestag nas eleições federais alemãs de 2021. Ela é afiliada ao partido Aliança 90/Os Verdes.
Ela tornou-se membro da organização Green Youth (Grüne Jugend) em 2010. Mais tarde, em 2016, tornou-se membro do partido Aliança 90/Os Verdes.